# Vicat
Vicat è una cementeria fondata da Joseph Vicat, figlio di Louis Vicat, nel 1853 a Vif (vicino a Grenoble, nel dipartimento del sère), oggi quotata in borsa, ma il cui capitale è ancora controllato dalla famiglia Merceron - Vicat.
L'azienda Vicat ha sempre avuto un'importante attività di ricerca e, dominando i processi produttivi, si è specializzata in importanti lavori con cementi ad alta tecnologia come il Doppio Artificiel Vicat sviluppato nel 1857.
La sua attività si è sviluppata in Francia attraverso l'integrazione verticale, poi all'estero attraverso acquisizioni e, più recentemente, attraverso la costruzione di stabilimenti greenfield.